# Nesidiochernes carolinensis dybasi
Nesidiochernes carolinensis dybasi es una subespecie de arácnido  del orden Pseudoscorpionida de la familia Chernetidae.

## Distribución geográfica
Se encuentra en las Islas Marianas.